# Richard Heis
Richard Heis (* 14. April 1948) ist ein österreichischer Politiker (FPÖ) und seit 2008 Abgeordneter zum Tiroler Landtag.
Heis besuchte eine mittlere Schule und war nach dem Besuch der Polizeischule als Beamter der Finanzlandesdirektion Tirol tätig. Zwischen Jänner 1971 und Dezember 2003 war er in der Polizeidirektion Innsbruck beschäftigt. Seitdem ist Heis selbständiger Gärtner. Heis ist seit April 2006 Mitglied des Gemeinderates in Innsbruck und hat innerparteilich die Funktion des FPÖ-Stadtparteiobmanns inne. Seit dem 1. Juli 2008 vertritt er die FPÖ im Tiroler Landtag. 